# Chorisia
Chorisia es un género descrito por Karl Sigismund Kunth  y publicado en Malvaceae, Buttneriaceae, Tiliaceae, VOL. 6, P. 20 A.1 en el año 1822. La especie tipo es Chorisia insignis Kunth
La revisión taxonómica llevada a cabo en 2003 por los botánicos Peter Gibbs y Joao Semir concluyó que el género debía ser integrado en el género Ceiba.